# Işalniţa
Işalniţa es una comuna ubicada en el distrito de Dolj, Rumania.

## Superficie
Posee una superficie de 32,01 kilómetros cuadrados.

## Demografía
Hasta 2021 la población era de 4042 habitantes, con una densidad de población de 126,3 habitantes por kilómetro cuadrado.